# Sparre över stjärna

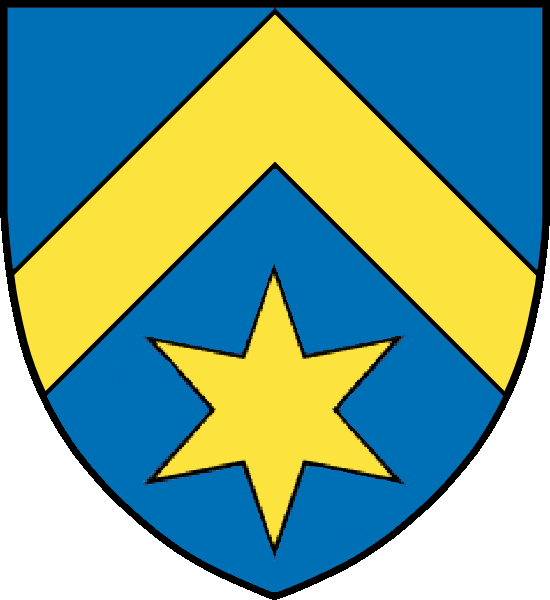
Heraldisk sparre över stjärna.

Sparre över stjärna kallas de märken på vapensköldar som burits av flera svenska adelsätter och äldre frälsesläkter. Vanligen avses de personer som benämnes med (sparre över stjärna), som medlemmar av frälseätterna Hålbonäsätten, Prika och Torpaätten, vilka utdog innan Sveriges Riddarhus grundades 1625, varför de aldrig introducerades där som adelsätter.
Vapenmärket avbildar en heraldisk sparre ovanför en stjärna, en vapenbild, som återfinnes i de vapensköldar, som förts av adelsätter på svenska riddarhuset, som Store, Buth, Torpaätten, Drake af Intorp och yngre ätten Stenbock.
Storeättens medlemmar har fört en rad olika vapen. Christina Tordsdotter, dotter till Tord Svensson, förde enligt Erik Gustafsson (Stenbock)s antavla på Torpa en förgylld sparre och därunder en sjuuddig silverstjärna i svart fält.
Det slutliga, "sparre över 5-uddig stjärna" liknar Torpaättens Sparre över stjärna, som emellertid hade 6-uddig stjärna. Torpaätten grenades ut i flera ätter som förde samma vapen som Buth, Drake af Intorp och Yngre ätten Stenbock. 

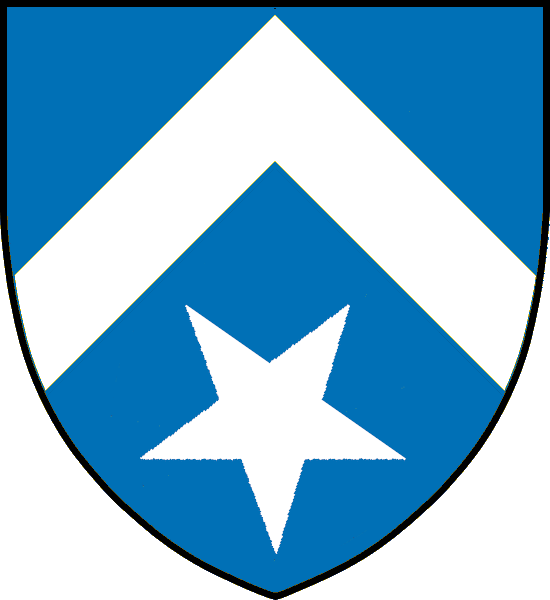
Peder Carlsson Stores vapen
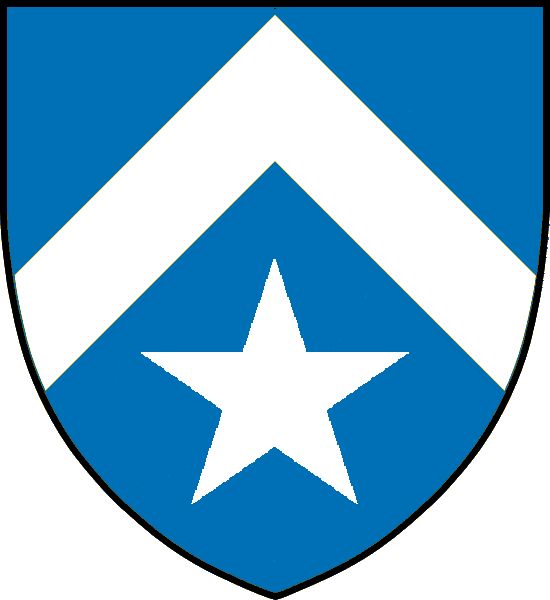
Store med femuddig stjärna.
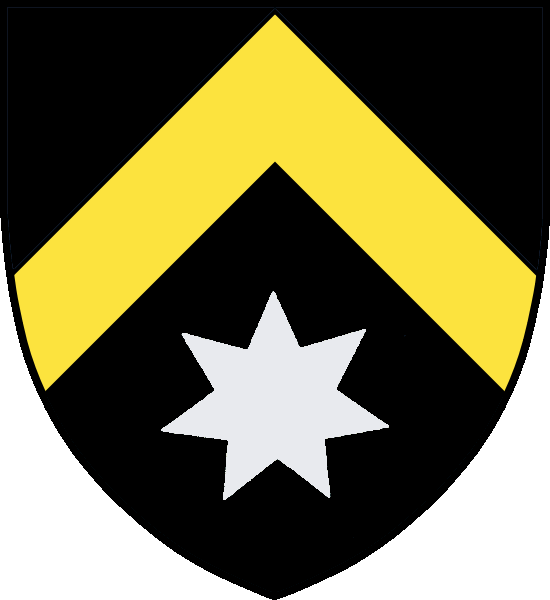
Vapensköld för Christina Tordsdotter med sjuuddig stjärna.
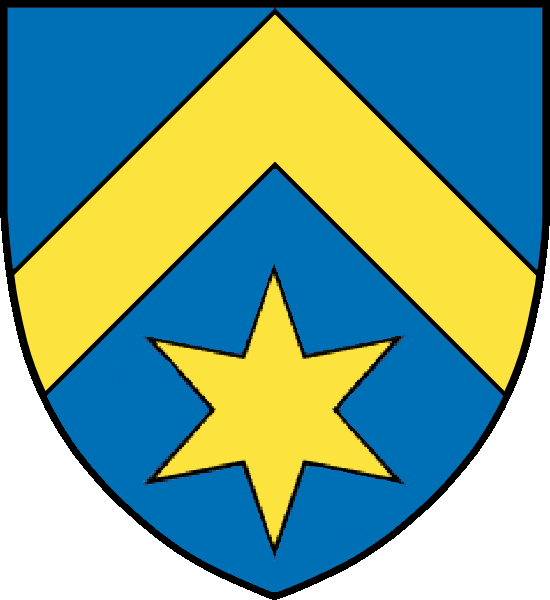
Torpaätten, Buth, Drake af Intorp och Yngre ätten Stenbock med sexuddig stjärna.
Yngre ätten Stenbock med sexuddig stjärna.
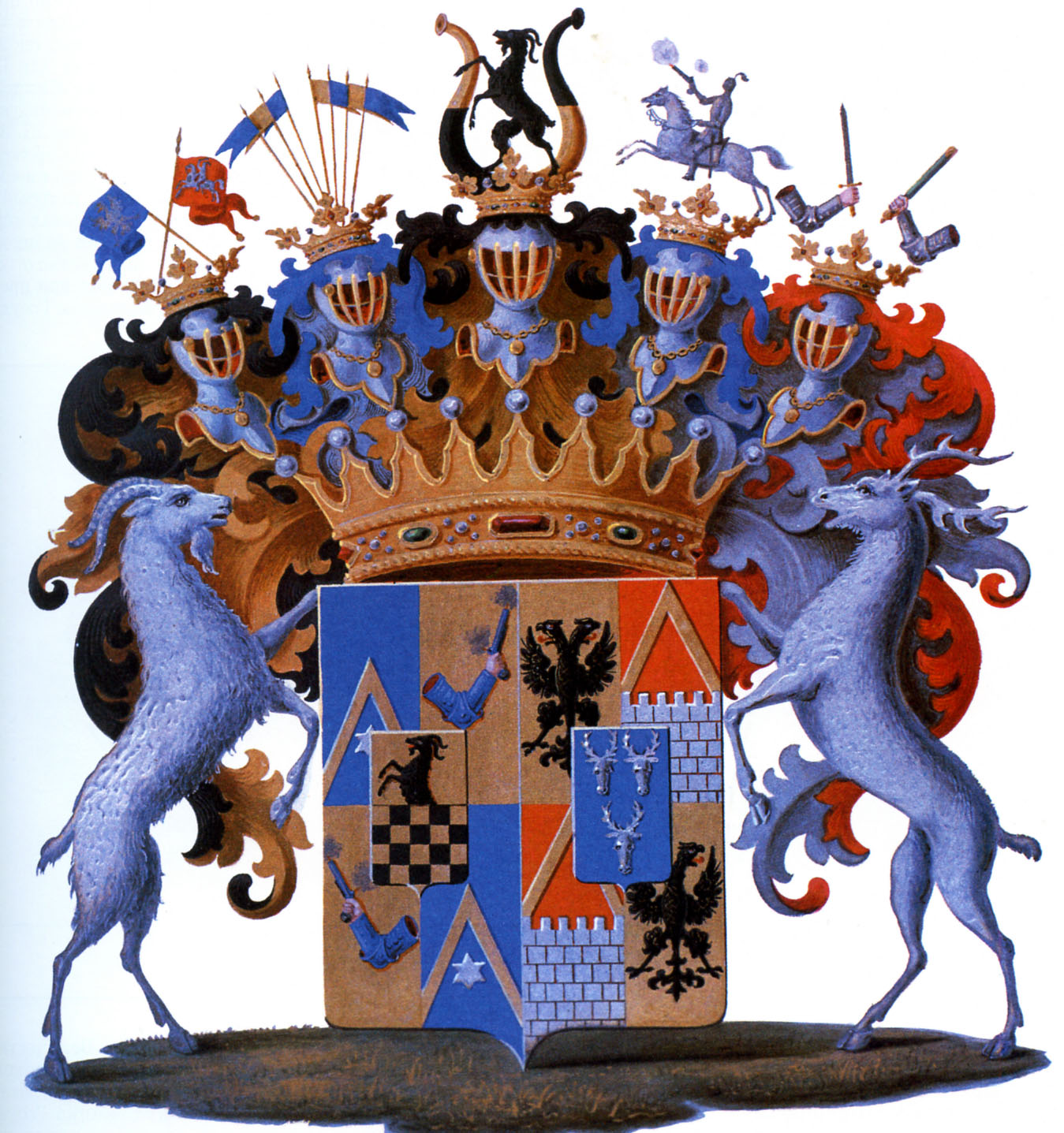
Tyska ätten Stenbock-Fermor, utgrenad ur ätterna Stenbock och Fermor.

## Källa